# 橋本孝一郎
橋本 孝一郎（はしもと こういちろう、1926年2月20日 - 2002年11月19日）は、日本の政治家。参議院議員（1期、民社党）。

## 来歴
三重県出身。1942年三重県立松阪商業高等学校卒。翌年中部配電に入社。1953年中部電力労組副委員長になり、1967年同労組委員長、1975年電労連会長、1978年電力労連会長、同盟副会長に就任した。1986年の第14回参議院議員通常選挙で比例区から民社党公認で立候補して当選した。1992年の第16回参議院議員通常選挙には出馬せず引退した。1996年春の叙勲で勲三等旭日中綬章受章。2002年11月19日、心不全のため死去、76歳。死没日をもって正五位に叙される。